# موراي لورانس
موراي لورانس (بالإنجليزية: Murray Lawrence) هو مجدف نيوزلندي، ولد في القرن العشرين.